# Lilli Carati
Lilli Carati (Varese, 23 september 1956 – aldaar, 20 oktober 2014) was een Italiaanse actrice en model. 

## Levensloop en carrière
Carati werd tweede in de Miss Italië wedstrijd van 1975. Ze startte een carrière als model en actrice. In 1976 maakte ze haar filmdebuut. De meeste films waarin ze meespeelden waarin erotische films van het genre commedia sexy all'italiana. Haar eerste rol was in een film van Michele Massimo Tarantini. Haar grootste succes was Avere vent'anni uit 1978 met Gloria Guida. In de jaren 80 speelde ze in een aantal films van Joe D'Amato, onder meer met Laura Gemser. Eind jaren 80 speelde ze in een aantal pornofilms. 
Carati overleed in 2014 aan een hersentumor op 58-jarige leeftijd.

## Filmografie (selectie)
- La professoressa di scienze naturali (1976)
- La compagna di banco (1977)
- Gangbuster (1977)
- Squadra antifurto (1977)
- Candido Erotico (1978)
- Avere vent'anni (1978)
- Le evase – Storie di sesso e di violenze (1978)
- La fine del mondo nel nostro solito letto in una notte piena di pioggia (1978)
- Il corpo della ragassa (1979)
- Senza buccia (1979)
- There Is a Ghost in My Bed (1980)
- Il marito in vacanza (1981)
- L'alcova (1985)
- Il piacere (1985)
- Lussuria (1986)
- Lilli Carati's Dreams (1987)
- Una ragazza molto viziosa (1988)
- Una moglie molto infedele (1988)
- Il vizio preferito di mia moglie (1988)
- The Whore (1989)
- Violent Shit - The Movie (2015); postuum-release